# Dinochloa nicobariana
Dinochloa nicobariana är en gräsart som beskrevs av Radha Binod Majumdar. Dinochloa nicobariana ingår i släktet Dinochloa och familjen gräs.
Artens utbredningsområde är Nicobarerna. Inga underarter finns listade i Catalogue of Life.